# Juan Carlos Flores
Juan Carlos Flores Vega (Saltillo, Coahuila, 29 de julio de 1984), conocido como Juan Carlos Flores, es un actor y cantante mexicano.

## Biografía
Juan Carlos Flores nació el 29 de julio de 1984 en Saltillo, Coahuila, pero al año de edad se traslada a Monterrey, Nuevo León, viviendo allí toda su vida.
A muy temprana edad decidió convertirse en actor, tomando clases de teatro y baile, gracias a ello conduce el programa Talentos en la televisión local, y en el 2002 entra al Centro de Educación Artística, graduándose 3 años después.
Su primera participación en la televisión fue en el 2004, en la telenovela Amy, la niña de la mochila azul, donde además tuvo la oportunidad de cantar la canción Corazón de Niña para la banda sonora de la telenovela Amy, la niña de la mochila azul vol. 2.
En el 2008 participó en la película de High School Musical: El Desafío, producida por Walt Disney Pictures.
En el 2009, participa en la telenovela Camaleones en el papel de Bruno, compartiendo créditos con Belinda y Alfonso Herrera, además en noviembre de ese año forma parte del grupo musical del mismo nombre, Camaleones.

## Trayectoria

### Cine
- 1995: A sangre fría - Gente Bar #5
- 2008: High School Musical: El Desafío - Juan Carlos
- 2010: Salvando al soldado Pérez

### Televisión

#### Telenovelas
- 2004: Amy, la niña de la mochila azul - Fabián Caballero
- 2004- 2005: Misión S.O.S.
- 2004- 2006: Rebelde
- 2005: La esposa virgen
- 2006-2007: La fea más bella
- 2007: Muchachitas como tú
- 2008: Fuego en la sangre - Tobías
- 2009-2010: Camaleones - Bruno
- 2011:  Rafaela - Chucho Martinez
- 2014: Cosita linda - El Pelón

#### Series
- 2009: Los Simuladores - Participación especial: Episodio "Deja Vu"

#### Programas
- Talentos - Conducción
- XHDRBZ
- 2006: Mujer, casos de la vida real - 6 episodios
- Los perplejos
- La posada de las estrellas

#### Comerciales
- Tiendas del Sol
- Soriana 33 aniversario
- Cadena Regional de Tamaulipas
- Promocionales para MTV

### Teatro
- Aladino y la lámpara maravillosa
- Juanito y las habichuelas mágicas
- Vaselina 2006
- Vaselina 2007
- Ellael
- Sueño de una noche de verano
- La conquista
- Reprobados
- Domingo siete
- La ópera a tres centavos
- Siglo XX
- Monólogos de Diván (como es posible)
- Ivvone Princesa de Borgoña
- Tiernas puñaladas
- 7 pecados capitales
- Raptola, Violola, Matola
- La Sociedad de los Poetas Muertos
- Espectáculo corporal: Sueño de una noche de verano
- Caramelitos amargos
- Ritos de guerra